# Viktor Wikerhauser
Viktor Wikerhauser (německy Victor Wickerhauser) (25.  listopadu 1866 Záhřeb – 14. prosince 1940 Zemun) byl rakousko-uherský a později jugoslávský admirál. Jako absolvent námořní akademie sloužil u c. k. námořnictva sloužil od roku 1885 a za první světové války zastával vysoký post na ministerstvu války. Později vstoupil do služeb Království Jugoslávie a nakonec byl v letech 1929–1932 velitelem jugoslávského námořnictva. V roce 1930 dosáhl hodnosti admirála.

## Životopis

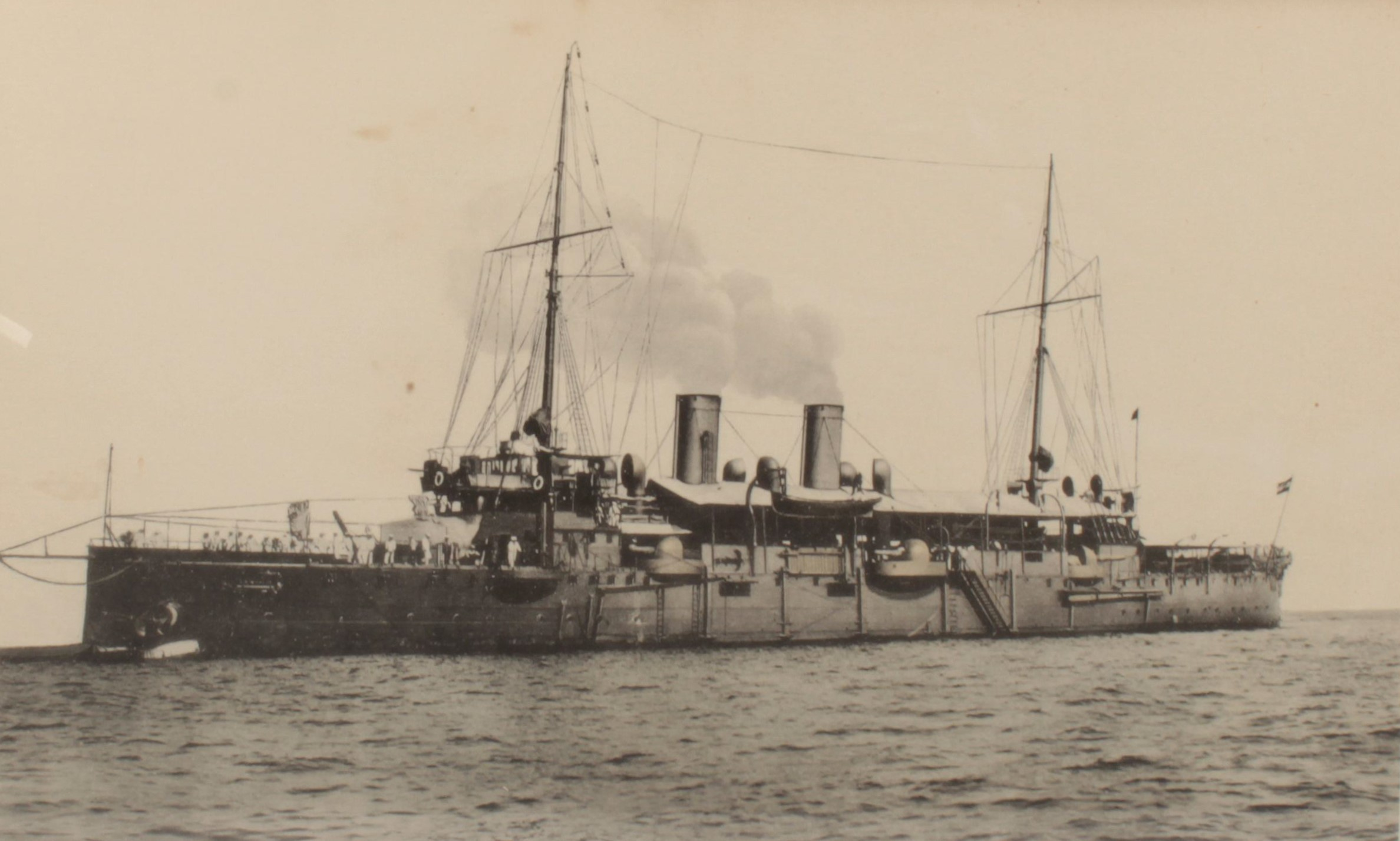
Křižník SMS Kaiserin Elisabeth, vlajková loď kapitána Wikerahusera v letech 1912–1913

Pocházel ze staré kraňské rodiny, byl synem vládního rady Emila Wickerhausera (1823–1900), po matce Louise Martini (1834–1882) měl italský původ. Studoval na gymnáziu v Záhřebu a v letech 1881–1885 získal další vzdělání na C. k. námořní akademii v Rijece. Díky původu v bilingvinní rodině a vzdělání ovládal několik jazyků, mluvil německy, italsky a anglicky. K námořnictvu vstoupil jako kadet v roce 1885 a několik let sloužil na cvičné lodi SMS Novara. V roce 1889 získal hodnost praporčíka a o rok později byl přidělen k dunajské říční plavbě v Linci. Později strávil několik let u říční základny v Budapešti a v letech 1895–1900 působil jako pedagog na C. k. námořní akademii.
Postupoval v hodnostech (poručík II. třídy 1895, poručík I. třídy 1898) a na jaře 1900 odplul na křižníku SMS Kaiserin Elisabeth na Dálný východ. Zde potom v letech 1900–1902 sloužil na křižníku SMS Kaiserin und Königin Maria Theresia a zúčastnil se mezinárodních operací proti boxerskému povstání. Z Číny přivezl několik desítek uměleckých předmětů, které později věnoval muzeu v Záhřebu. Po návratu z východní Asie byl v roce 1903 krátce prvním důstojníkem na torpédoborci SMS Pelikan a v letech 1903–1907 byl přidělen k prezidiální kanceláři námořní sekce na ministerstvu války ve Vídni.
V hodnosti korvetního kapitána (1. listopadu 1907) byl prvním důstojníkem na křižníku SMS Kaiserin und Königin Maria Theresia (1907–1908) a poté v letech 1908–1909 vedl přípravu kadetů námořní akademie na cvičné lodi SMS Custozza. Další rok strávil jako velitel torpédoborce SMS Komet v rámci II. eskadry opět s námořními kadety (1909–1910). K datu 1. listopadu 1910 byl povýšen na fregatního kapitána a v letech 1910–1911 zastával funkci šéfa štábu záložní eskadry admirála Karla Lanjuse. V letech 1911–1912 byl zástupcem velitele C. k. námořní akademie a v létě 1912 se jako velitel křižníku SMS Kaiserin Elisabeth plavil s námořními kadety po Středomoří.
K datu 1. listopadu 1913 byl povýšen na kapitána řadové lodi a v letech 1913–1917 zastával funkci ředitele prezidiální kanceláře námořní sekce na ministerstvu války ve Vídni. Od listopadu 1917 byl velitelem říční flotily na Dunaji a mezitím dosáhl hodnosti kontradmirála (1. listopadu 1917). V rámci námořního velitelství v Budapešti byl v červnu 1918 převeden do stavu záloh a ještě před rozpadem monarchie byl penzionován (1. října 1918).

### Admirál jugoslávského námořnictva
Po první světové válce se usadil v Záhřebu a nabídl své služby Národní radě Srbů, Chorvatů a Slovinců v Záhřebu. V červenci 1919 byl v hodnosti kontradmirála přijat do služeb Království SHS a krátce působil jako pedagog na Vojenské akademii. V letech 1920–1929 byl přednostou námořní sekce na ministerstvu války a námořnictva a v roce 1929 dosáhl hodnosti viceadmirála. Nakonec byl v letech 1929–1932 vrchním velitelem jugoslávského námořnictva a v roce 1930 byl povýšen na admirála. K datu 7. dubna 1932 byl odeslán do výslužby, ale nadále se zúčastnil veřejného života. V roce 1933 byl mimo jiné zakladatelem a později prezidentem jugoslávské pobočky mezinárodní organizace Rotary International. 
Poslední léta života strávil v soukromí v Zemunu, kde zemřel 14. prosince 1940 ve věku 74 let a byl pohřben na Novém hřbitově v Bělehradě. 

## Řády a vyznamenání
Během služby u námořnictva se stal nositelem řady vysokých ocenění v Rakousku-Uhersku, Jugoslávii a několika dalších zemích.

### Rakousko-Uhersko
- Jubilejní pamětní medaile (1898)
- Válečná medaile (1901)
- Vojenský záslužný kříž (1901)
- rytířský kříž Řádu Františka Josefa (1907)
- Vojenský jubilejní kříž (1908)
- Služební odznak pro důstojníky III. třídy (1910)
- Mobilizační kříž (1913)
- Řád železné koruny III. třídy (1914)
- rytířský kříž Leopoldova řádu s válečnou dekorací (1916)
- Řád železné koruny II. třídy s válečnou dekorací (1917)

### Království Jugoslávie
- Řád jugoslávské koruny II. třídy
- Řád hvězdy Karadjordjevićů III. třídy

### Zahraničí
- Řád slávy III. třídy (1899, Tunisko)
- Řád knížete Danila I. III. třídy (1911, Černá Hora)
- Železný kříž II. třídy (1915, Německo)
- Železný kříž I. třídy (1917, Německo)
- Válečná medaile (1917, Osmanská říše)